# ویتو دل آکیلا
ویتو دل آکویلا (انگلیسی: Vito Dell'Aquila؛ متولد ۳ نوامبر ۲۰۰۰) یک تکواندوکار ایتالیایی است که در مسابقات قهرمانی تکواندو جهان ۲۰۱۷ که در شهر موجو کره‌جنوبی برگزار شد، یک مدال برنز بدست آورد.